# Мальцев, Олег Анатольевич
Олег Анатольевич Мальцев (15 апреля 1963, Челябинск — 14 июня 2020) — советский и российский хоккеист, нападающий, мастер спорта России международного класса.

## Биография
Олег Мальцев родился 15 апреля 1963 года в Челябинске. С десятилетнего возраста тренировался в спортивном клубе ЧТЗ у тренера Владимира Угрюмова. В 1980 году юношеский состав команды «Трактор», за который Мальцев выступал в одном звене со Станиславом Шадриным и Олегом Знарком, занял 2-е место на всесоюзном первенстве.
В 1983 году Олег Мальцев был призван в Советскую армию. Отыграв один сезон за команду СКА (Свердловск), в августе 1984 года вместе со своим клубом Мальцев участвовал в чемпионате Вооружённых сил СССР в Калинине, и присутствовавший там Борис Михайлов пригласил его попробовать свои силы в ЦСКА. В ЦСКА партнёрами Мальцева по тройке нападения были Леонид Трухно и Сергей Немчинов. За московскую команду Мальцев провёл всего 10 матчей, не забросив ни одной шайбы.
В 1985—1987 годах Мальцев выступал за команду СК имени Урицкого (Казань), куда его пригласил тренер Геннадий Цыгуров. В то время казанский клуб был одним из лидеров первой лиги чемпионата СССР. Партнёрами Мальцева по тройке нападения были Андрей Макаров и Андрей Писарев. За время выступлений за СК имени Урицкого Мальцев забросил 25 шайб в 112 матчах чемпионата СССР.
В 1987 году Мальцев вернулся в «Трактор», куда его пригласил тот же Геннадий Цыгуров, который был назначен старшим тренером челябинской команды. С 1989 года Мальцев играл в одном звене с нападающими Игорем Федуловым и Константином Астраханцевым. В составе «Трактора» Мальцев дважды — в 1993 и в 1994 годах — становился бронзовым призёром чемпионата Межнациональной хоккейной лиги (МХЛ). В сезоне 1992/1993 годов тройка Астраханцев — Федулов — Мальцев стала самой результативной в чемпионате.
В начале 1990-х годов Мальцев провёл несколько игр за сборную России по хоккею, в составе которой становился победителем Кубка Германии 1992 и 1993 годов. На него также обратили внимание специалисты Национальной хоккейной лиги — в драфте НХЛ 1993 года Мальцев был выбран в 10-м раунде под общим 241-м номером канадским клубом «Эдмонтон Ойлерс». Из Эдмонтона поступило конкретное предложение, но руководство «Трактора» настаивало на денежной компенсации. Канадцы от выплаты отказались, и сделка не состоялась.
В 1993—1995 годах Мальцев играл в нескольких западноевропейских клубах — «Амбри-Пиотта» (Амбри, Швейцария), «Пройссен» (Берлин, Германия) и «Азиаго» (Азиаго, Италия). Кроме этого, каждый год, вплоть до сезона 1995/1996 годов, Мальцев проводил по несколько матчей за челябинский «Трактор». Всего за 11 сезонов, проведённых в «Тракторе», Мальцев сыграл в 290 матчах чемпионатов СССР и России, забросив 83 шайбы и сделав 69 голевых передач (по другим данным, 81 шайба и 69 передач в 286 играх).
В 1995—1997 годах Мальцев выступал за тольяттинскую «Ладу», в составе которой в 1996 году завоевал золотые медали чемпионата Межнациональной хоккейной лиги (МХЛ), а в 1997 году стал серебряным призёром чемпионата России, проходившего под эгидой Российской хоккейной лиги (РХЛ). Также в 1997 году Мальцев в составе «Лады» стал победителем Кубка Европы по хоккею. За время выступлений в «Ладе» Мальцев забросил 17 шайб в 62 матчах чемпионатов МХЛ и РХЛ.
После окончания игровой спортивной карьеры Мальцев работал тренером в СДЮШОР тольяттинской «Лады» (2014—2015), а затем в краснодарской команде «Крылья Кубани» (2016—2017), выступавшей в Национальной хоккейной молодёжной лиге.
Скончался 14 июня 2020 года.

## Достижения
- Чемпион Межнациональной хоккейной лиги — 1996[2].
- Серебряный призёр чемпионата России — 1997[2].
- Бронзовый призёр чемпионата Межнациональной хоккейной лиги — 1993 и 1994[4].
- Победитель Кубка Европы (в составе «Лады») — 1997[2]
- Победитель «Кубка Германии» (в составе сборной России) — 1992, 1993[4].